# Benvenuto da Imola
Benvenuto da Imola (Imola, 1320/1330, Ferrara, 1387 à 1388) was een geleerde en historicus afkomstig uit Imola in regio van Emilia-Romagna. Hij was werkzaam in Bologna en Ferrara en bekend om zijn commentaren op de Divina Commedia van Dante.

## Biografie
Benvenuto werd tussen 1320 en 1330 geboren in Imola in een familie van notarissen, die behoorde tot de gegoede burgerij en Ghibellijns van strekking was. Hij kreeg zijn opleiding in Imola onder de begeleiding van zijn vader, Compagno di Anchibene, die zelf in een eigen privéschool rechten onderwees. Benvenuto zou zijn hogere studies hebben afgemaakt aan de universiteit van Bologna en kreeg bekendheid als historicus en lector in 1361-1362, toen hij in dienst kwam van Gómez Albornoz, de neef van Kardinaal-grootpenitentiarius Egidio Albornoz, gouverneur van de stad die Bologna verdedigde tegen Bernabò Visconti.
In 1365 werd hij door de stad op missie gestuurd naar paus Urbanus V in Avignon  om steun te vragen tegen Azzo en Bertrando degli Alidosi die de macht in Imola naar zich toe hadden getrokken. De missie mislukte en om represailles te vermijden reisde Benvenuto niet terug naar Imola, maar vestigde hij zich in Bologna als privé-lector met de antieke auteurs op het programma.  Naast de werken van Valerius Maximus, Vergilius en Marcus Annaeus Lucanus, behandelde hij ook moderne de auteurs uit zijn tijd. Zijn school was gevestigd in het huis van Giovanni da Soncino, waar ook andere illustere meesters retorica en grammatica onderwezen. Hij was getrouwd met Isabetta di ser Jacopo Juanelli een Imolese notarisdochter die hem volgde naar Bologna. Tussen eind 1373 en juli 1374 bezocht hij Florence om er de lezingen van Giovanni Boccaccio van het werk van Dante mee te maken.
Door professionele rivaliteit werd hem het leven in Bologna onmogelijk gemaakt en zocht hij bescherming bij Niccolò II d'Este die hij in Avignon had leren kennen, aan diens hof in Ferrara. Vanaf 1375 is hij met zekerheid in Ferrara aan te wijzen. Daar vond hij een beschermde en rustige omgeving waarin hij zijn studies kon hervatten en een aantal belangrijke werken afmaken.
Men is quasi zeker dat hij stierf in Ferrara tussen 1387 en augustus 1388.

## Werken
Benvenuto da Imola was een geleerde uit de periode dat het humanisme stilaan begon open te bloeien in Italië. Zijn Latijn was nog sterk middeleeuws getint en doorspekt met uitdrukkingen in het vernaculair. Maar misschien net daardoor schreef hij direct en krachtig en werd hij de virulente en gepassioneerde commentator die ook vandaag nog belangrijk is voor de studie van Dante, om zijn dikwijls precieze historische notities, maar ook om de subtiliteit van zijn allegorische interpretaties en het aanvoelen van de poëtische atmosfeer in het werk.
Zijn belangrijkste werk is ongetwijfeld zijn Comentum super Dantis Aldigherij Comœdiam (commentaren op Dante's Komedie). Daarnaast schreef hij zijn Romuleon, een geschiedenis van Rome vanaf de stichting tot Constantijn de Grote, de Augustalis Libellus een verzameling van de levensverhalen van de Romeinse keizers van Julius Caesar tot Wenceslas, koning van Duitsland zijn tijdgenoot. Hij schreef eveneens een commentaar op de Bucolica en de Georgica van Vergilius. Ook over Marcus Annaeus Lucanus, Valerius Maximus en de tragedies van Lucius Annaeus Seneca stelde hij commentaren te boek.

## Weblinks
- Een kopie van de Romuleon online raadplegen op de website van de British Library

- Bibsys: 52717
- Biblioteca Nacional de España: XX943065
- Bibliothèque nationale de France: cb123076725 (data)
- CiNii: DA01961409
- Gemeinsame Normdatei: 119092476
- International Standard Name Identifier: 0000 0000 1355 7597
- Library of Congress Control Number: n79135408
- Nationale Bibliotheek van Tsjechië: ola2008459862
- Nationale bibliotheek van Australië: 45022230
- Nationale Bibliotheek van Israël: 987007276783205171
- Nederlandse Thesaurus van Auteursnamen: 071598189
- Réseau des bibliothèques de Suisse occidentale: 02-A023617939
- Istituto Centrale per il Catalogo Unico: CUBV002682
- LIBRIS: 211577
- SNAC: w6w09bh5
- Système universitaire de documentation: 027454231
- Trove: 1464656
- Virtual International Authority File: 22954655